# Giulia Colaizzi
Giulia Colaizzi és una teòrica postestructuralista i feminista del cinema i la literatura, catedràtica de Comunicació Audiovisual i Publicitat al departament de Teoria dels Llenguatges i Ciències de la Comunicació de la Universitat de València.

## Perfil
Giulia Colaizzi és catedràtica i docent a la Universitat de València, i membre de l'Institut Universitari d'Estudis de la Dona de la mateixa institució. Co-fundadora i membre del consell assessor de la col·lecció "Feminismos" de l'editorial Cátedra, que aplega un conjunt important de texts clàssics de teoria feminista.
Giulia Colaizzi ha escrit sobre feminisme, literatura i cinema des dels anys 90 del segle passat, durant l'auge del ciberfeminisme que seguia la influència d'autores com Donna Haraway. El seu treball Feminismo y Teoría Fílmica del 1995 suposarà la inauguració a l'estat espanyol dels estudis sobre les polítiques de la representació i el gènere i les sexualitats.
La importància de la seva figura en la producció intel·lectual feminista a l'estat espanyol porta a una reedició de texts que l'autora havia publicat al llarg de la seva trajectòria, editats sota el títol Género y representación. Postestructuralismo y crisis de la modernidad (Madrid: Biblioteca Nueva, 2006).

## Perspectiva feminista i imaginaris col·lectius
Des dels estudis del discurs, Colaizzi se sustena en Hans Magnus Ernzensberger i Gayatri Spivak per afirmar que la neutralitat no és possible i, per tant, evidenciar la seva pròpia presa de postura (el feminisme) i la benignitat d'adoptar-ne múltiples. Assumint que la ideologia forma part de tot producte cultural, l'autora sosté que la millor manera de construir un projecte crític no pot cercar la veritat absoluta sinó que ha d'analitzar "los modos de fabricación de la verdad, de la apariencia de verdad de cada imagen o enunciado (...), los mecanismos de inclusión/exclusión del discurso (...), los juegos de poder que dan a un enunciado esa apariencia de verdad". Des de la mirada crítica del postestructuralisme, Colaizzi sosté que els seus assajos són fragmentaris i dispersos, sense pretensió de construir un coneixement absolut i totalitari.
Per a Giulia Colaizzi, el cinema i la literatura són tecnologies de l'imaginari col·lectiu, en el sentit que no mimetitzen la realitat sinó que hi dialoguen i en construeixen imatges que no poden ser neutres i que defineixen el lloc polític dels subjectes. Així, a partir de l'anàlisi comparada de, per exemple, Dora: un cas d'histèria (Sigmund Freud) i Cims borrascosos (Emily Brontë), l'autora detecta les diferents maneres d'interpel·lar objectes i subjectes marcats pel gènere en la ficció. Segons Colaizzi, els discursos presents a totes dues obres difereixen, fonamentalment, en el fet que el de Freud és monologuista i diagnòstic, marcant l'escissió amb l'objecte a conèixer, marcat de primer i per acabar per la condició femenina. En canvi, en l'obra de Brontë hi ha la impossibilitat de tenir un subjecte unívoc, consistent, que no travessa els objectes que mira. I, a més, permet l'aparició del que Colaizzi considera fins aleshores absent, una posició de subjecte dona que exerceix d'autora en la producció del coneixement i del discurs.

## Publicacions de l'autora
- La pasión del significante. Teoría del género y cultura visual. Madrid: Biblioteca Nueva, 2007
- Género y representación. Postestructuralismo y crisis de la modernidad. Madrid: Biblioteca Nueva, 2006
- El No-Sujeto Mujer: Representación y Tecnología. Capítol a Género, ciudadanía y sujeto politico. En torno a las políticas de igualdad, Neus Campillo (coord.). València: Institut Universitari d'Estudis de la Dona, 2002
- Yo es Otr@. Capítol a Negociaciones para una política dialógica, Susana Díaz (ed.), Madrid: Biblioteca Nueva, 2002 (coautora amb Jenaro Talens)
- Mujeres y Cine., al número monogràfic de Lectora. Revista de dones i textualitat, 7, Universitat Autònoma de Barcelona, 2001
- El Acto Cinematográfico, a Lectora. Revista de dones i textualitat 7, Universitat Autònoma de Barcelona, 2001
- Cine/Tecnología: Montaje y Desmontaje del Cuerpo, capítol a Aun y más allá: mujeres y discursos, Sonia Mattalia i Nuria Girona (eds.). Caracas: Ed. Ex-cultura, 2001
- Camp, a Lectora. Revista de dones i textualitat, 5-6, Universitat Autònoma de Barcelona, 2000
- Camp: Travestimento e Identita, capítol a Cinema e moda. Macchine di senso, P. Calefato (ed.). Milán: Costa & Nolan, 1999
- Postestructuralismo y Crisis de la Modernidad. Introducción al feminismo como teoría del discurso., Universitat de València, 1998
- Cuerpos Reales/Sujetos Virtuales, capítol a Crítica cultural y creación artistica, J. Miguel Cortés (ed.). València: Direcció General de Promoció Cultural, 1998
- Sobre el Efecto-Mujer, a Mar de fondo. València: Generalitat Valenciana, 1998
- From reality to Virtuality. From Global Village to Pop Mart, a Cahier # 7. Rotterdarn i Düsseldorf: Witte de With /Richter Verlag, 1998
- Leer/escribir/contar la imagen: tres miradas al cine. Capítol a La conjura del olvido: escritura y feminismo, Nieves Ibeas, María Ángeles Millán (eds.). Barcelona: Icaria, 1997
- Entre Mito y Habla: Literatura, Cuerpo y Deseo en la Construcción del Sujeto Moderno, capítol a Done i literatura: Present i futur., Montserrat Palau (ed.). Tarragona: Universitat Rovira i Virgili, 1997
- The Pleasure of the (Inter)Text: Cinco by Teresa Garbí, a Continental, Latin-American and Francophone Women Writers. Vol IV. Ladham, N.C.: University Press of America, 1997
- Del Woman's Film al Cine de Mujeres como Crítica de la Representación, a 5610 para tus ojos: el factor feminista en el arte visual. San Sebastián: Diputación Foral de Gipuzkoa, 1997
- De la Aldea Global al Circuito Integrado: Reflexiones sobre una Política para Cyborgs, a Globalización y fragmentación del mundo contemporáneo, Francisco Jarauta (ed.). San Sebastián: Diputación Foral de Gipuzkoa/ Arteleku, 1997
- Género y Tecnología(s). De la Voz Femenina a la Estilización del Cuerpo, a Revista de Occidente, 190, 1997
- Scrittura e abiezione: il corpo ciborghesco in La casa dell'incesto di Anaïs Nin, capítol a Scritture/Visioni. Percorsi femminili della discorsivitá, Patrizia Calefato (ed.). Bari: Edizioni dal Sud, 1996
- The Cyborguesque: Subjectivity in the Electronic Age. València: Episteme, 1995
- Feminismo y Teoría Fílmica (Edició i introducció del volum). València: Episteme, 1995.
- El cuerpo ciborguesco o del grotesco tecnológico, capítol a Bajtin y la literatura, José Romera Castillo et alii (eds.). Madrid: Visor, 1995